# Cimkowicze (stacja kolejowa)
Cimkowicze (biał. Цімкавічы; ros. Тимковичи) – stacja kolejowa w miejscowości Czarnohubowo, w rejonie kopylskim, w obwodzie mińskim, na Białorusi. Leży na linii Osipowicze – Baranowicze. Jedyna stacja kolejowa w rejonie kopylskim.
Nazwa pochodzi od pobliskiego agromiasteczka Cimkowicze.
Stacja powstała w 1936 na przedłużeniu linii Osipowicze – Słuck w kierunku granicy z Polską. Początkowo nazywała się Słuck-2.